# Fonction illocutoire
La fonction illocutoire d'un acte de langage est, dans la théorie linguistique de John Langshaw Austin, le message convoyé par un énoncé au-delà de son sens immédiat, celui que traduit sa fonction locutoire. Par exemple, le fait, à table, de prononcer la phrase « Est-ce qu'il y a du sel ? » n'a pas, du seul fait de sa formulation, seulement pour fonction de s'informer sur la présence de sel dans la maison (ou dans le plat, contenu locutoire de l'énoncé) mais exprime plutôt que l'on voudrait saler son plat (fonction illocutoire) et se traduit généralement par le fait que l'un des convives réagit, par exemple en passant la salière au locuteur, ce qui est la fonction perlocutoire de l'énoncé.